# Henryk Kotlicki

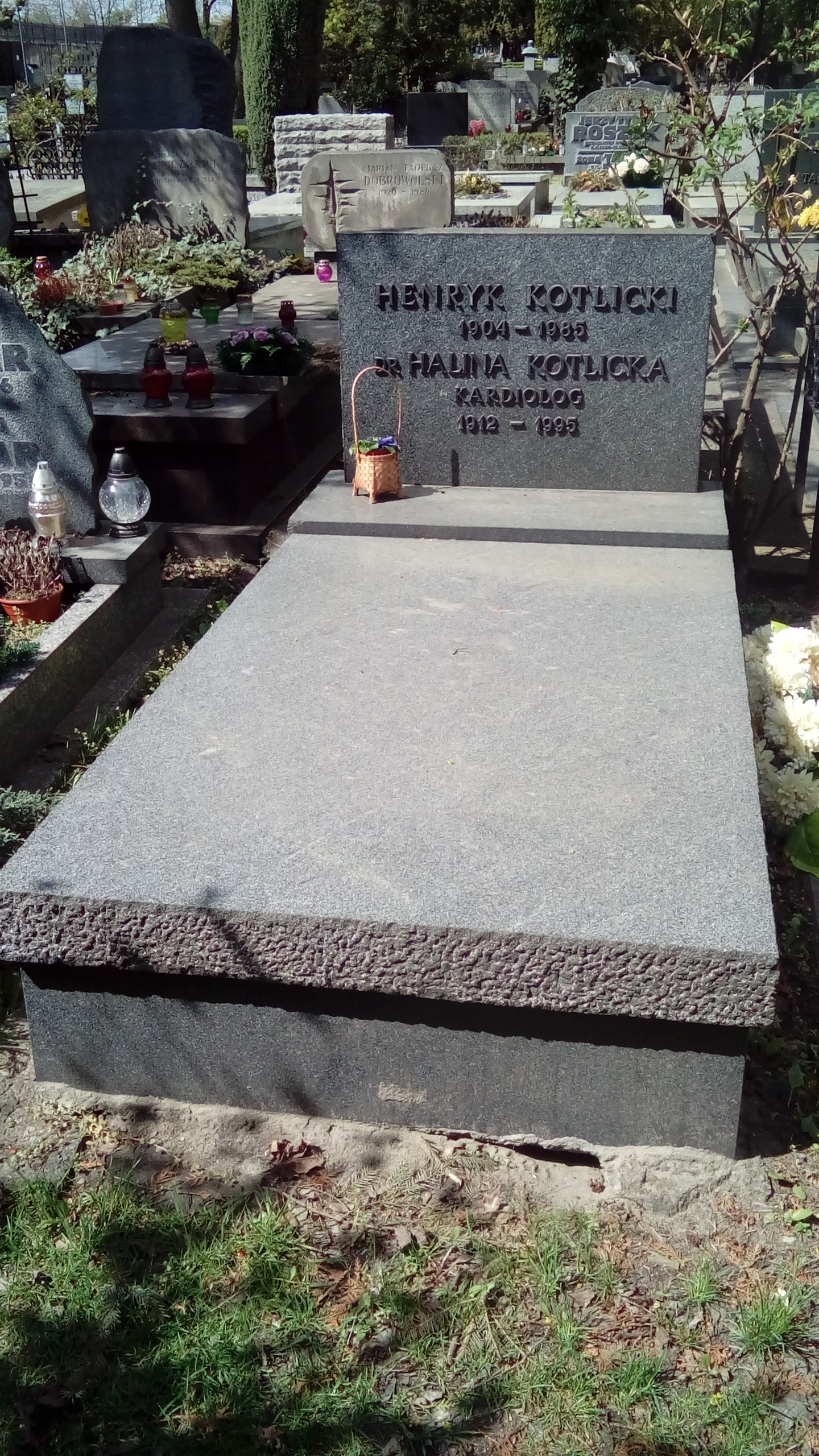
Grób Henryka Kotlickiego na cmentarzu Wojskowym na Powązkach

Henryk (Hirsz) Kotlicki (ur. 20 grudnia 1904 w Warszawie, zm. 23 listopada 1985 tamże) – działacz komunistyczny i związkowy, urzędnik PRL, dyrektor generalny w Ministerstwie Finansów (1954–1968).

## Życiorys
Syn rzemieślnika Bera (Bernarda). Od 1922 studiował na UW, od 1928 pracował jako urzędnik warszawskiego Towarzystwa Ubezpieczeń „Przyszłość”. Działacz i delegat związkowy Związku Zawodowego Pracowników Ubezpieczeniowych, od 1928 członek KPP, organizator partyjnej komórki „ubezpieczeniowców”, od 1929 członek Komitetu Dzielnicowego (KD) KPP Powiśle, a w 1930 dzielnicy Śródmieście. Działacz Lewicy Związkowej Pracowników Ubezpieczeniowych, w 1931 sekretarz KD KPP Marymont, od 1934 członek egzekutywy KD KPP Śródmieście, 8 kwietnia 1935 aresztowany na 4 miesiące, zwolniony z braku dowodów. Po zwolnieniu nadal działał w KPP i ruchu związkowym pracowników umysłowych, 2 maja 1937 ponownie aresztowany, osadzony w obozie w Berezie Kartuskiej, w sierpniu 1937 zwolniony, od czerwca 1938 był pracownikiem Polskiego Banku Komercyjnego w Warszawie, wkrótce wstąpił do Związku Zawodowego Pracowników Bankowych i Kas Oszczędności. We wrześniu 1939 wyjechał do okupowanego przez ZSRR Białegostoku, gdzie pracował w oddziale sowieckiego Banku Państwowego. Po ataku Niemiec na ZSRR ewakuowany do Wołkowyska i później do Mińska, gdzie został zatrzymany przez Niemców w obozie przejściowym pod Mińskiem, skąd zbiegł do Baranowicz. Pracował w niemieckiej firmie drzewiarskiej w Baranowiczach, a 1 stycznia 1942 wrócił do Warszawy, gdzie wkrótce wstąpił do nowo powstałej PPR. Od marca do sierpnia 1942 był łącznikiem między Komitetem Warszawskim PPR a KD PPR w getcie, a od września 1942 sekretarzem KD PPR Powiśle. Od 1943 do lipca 1944 kierownik działu informacji Komitetu Warszawskiego PPR, na początku sierpnia 1944 udał się do Lublina, gdzie później był naczelnikiem wydziału finansowego Państwowego Urzędu Repatriacyjnego. Od stycznia do maja 1945 pełnomocnik Ministerstwa Skarbu na województwo krakowskie, potem szef Wydziału Zagranicznego Ministerstwa Skarbu, 1947–1949 dyrektor Departamentu Obrotu Pieniężnego Ministerstwa Skarbu, a w latach 1949–1954 dyrektor Departamentu Zagranicznego Ministerstwa Finansów, równocześnie był II sekretarzem POP Ministerstwa Finansów i lektorem KC PZPR. Współpracownik sekcji handlu zagranicznego i sekcji finansowej Wydziału Ekonomicznego KC PZPR. 27 października 1954 mianowany dyrektorem generalnym w Ministerstwie Finansów PRL (objął funkcję 27 grudnia 1954); na tym stanowisku pozostawał do 15 lipca 1968, gdy został odwołany w ramach antyżydowskiej „czystki” i odesłany na emeryturę. 11 listopada 1963 został jednym z trzech delegatów PRL do Międzynarodowego Banku Współpracy Gospodarczej.
Był mężem Haliny z Milskich (1912–1995), radiologa.
Zmarł w Warszawie, pochowany na cmentarzu Wojskowym na Powązkach (kwatera C39-6-3).

## Ordery i odznaczenia
- Order Sztandaru Pracy II klasy (1964)
- Krzyż Kawalerski Orderu Odrodzenia Polski (15 lipca 1954)[2]
- Złoty Krzyż Zasługi (22 lipca 1947)[3]
- Medal 10-lecia Polski Ludowej (11 stycznia 1955)[4]